# Hydroptila coscaroni
Hydroptila coscaroni är en nattsländeart som beskrevs av Oliver S. Flint Jr. 1983. Hydroptila coscaroni ingår i släktet Hydroptila och familjen smånattsländor. Inga underarter finns listade i Catalogue of Life.